# The Creation of the Universe
The Creation of the Universe è un doppio album discografico dal vivo del gruppo di musica sperimentale Metal Machine Trio, formato da Lou Reed, Ulrich Krieger e Sarth Calhoun.

## Descrizione
Il Metal Machine Trio nacque nel 2008 per mano di Ulrich Krieger e Sarth Calhoun che ebbero l'idea di suonare musica ispirata all'album rumoristico di Reed del 1975 intitolato Metal Machine Music. Il primo concerto del gruppo ebbe luogo il 2 & 3 ottobre 2008 al REDCAT di Los Angeles. Il gruppo prese il nome di Metal Machine Trio solamente dopo queste esibizioni poiché Reed aveva accettato di suonare con Krieger e Calhoun. Il concerto stesso venne presentato come "Lou Reed and Ulrich Krieger: Unclassified". Dai concerti di entrambe le serate furono ricavati due CD di registrazioni live senza sovraincisioni di studio in fase di post-produzione. Il disco venne messo in vendita in una grande varietà di formati attraverso il sito internet di Lou Reed: MP3, Lossless Flac, doppio CD, e Deluxe CD. La foto di copertina è opera dello stesso Lou Reed.
La musica presente su entrambi i compact disc è strutturata in forma di libere improvvisazioni rumoristiche senza voci o canzoni di sorta. Il materiale varia da pesanti passaggi dark ambient al noise puro, dal free rock all'elettronica.

## Tracce
CD 1
1. Night 1 – 54:57

CD 2
1. Night 2 – 55:49

## Formazione
- Lou Reed – chitarra elettrica, elettronica
- Ulrich Krieger – sax tenore, elettronica
- Sarth Calhoun – tastiere, cordofoni